# Frullania inflata
Frullania inflata är en bladmossart som beskrevs av Carl Moritz Gottsche. Frullania inflata ingår i släktet frullanior, och familjen Frullaniaceae. Inga underarter finns listade i Catalogue of Life.